# Отич Олена Миколаївна
Оле́на Микола́ївна О́тич (нар. 10 липня 1964 року, Мончегорськ, РСФСР) — педагог, доктор педагогічних наук (2009), професор (2011). Авторка статей в ЕСУ. Почесний професор Європейського інституту післядипломного удосконалення (Словаччина).

## Біографічні дані
Народилася 10 липня 1964 року в Мончегорську, РСФСР.
У 1991 році закінчила Полтавський педагогічний інститут (1991), де відтоді й працювала. 
З 1998 — в Інституті педагогічної освіти і освіти дорослих НАПНУ: з 2001 по 2002 — старший науковий співробітник, з 2002 по 2014 — завідувач відділу педагогічної естетики та етики, водночас з 2012 по 2014 — заступник директора з наукової роботи, з 2014 по 2015 — в.о. директора. З 2015 по 2016 та з 2021 — головний науковий співробітник Інституту вищої освіти НАПНУ. З 2016 по 2019 — проректор з науково-методичної роботи та міжнародного зв'язків Університету менеджменту освіти НАПНУ; з 2019 по 2020 — проректор з інноваційного та технологічного розвитку Державної екологічної академії післядипломної освіти та управління.

## Наукова робота
Наукові дослідження: гуманізація вищої освіти; педагогіка мистецтва; розвиток педагогічної майстерності, професійної культури, творчої індивідуальності, професійного досвіду педагога, науково-педагогічних працівників та керівників закладів освіти; розроблення і впровадження інноваційних підходів до їх професійного вдосконалення; обґрунтування тенденцій розвитку освіти в інформаційному суспільстві; становлення духовності особистості під час глобалізації.
Авторка понад 500 наукових праць. Співавторка Національної доповіді про стан і перспективи розвитку освіти в Україні (2016, 2021) та Національного освітньо-наукового глосарію (2018).
Ініціаторка та організаторка міжнародних педагогічно-мистецьких читань пам'яті професора Рудницької О. П. (з 2003 по2014), міжнародних літніх шкіл педагогічної майстерності, шкіл молодого науковця, міжнародного та всеукраїнського конкурсів наукових і методичних праць з проблем педагогічної і мистецької освіти, Всеукраїнського конкурсу наукових, навчальних і методичних праць з проблем післядипломної освіти, презентацій наукової і методичної літератури з проблем педагогічної і мистецької освіти тощо.

### Основні праці
За ЕСУ:
- Мистецтво у розвитку індивідуальності педагога: історичний і методологічний аспекти. — Чц., 2008;
- Розвиток творчої індивідуальності студентів професійно-педагогічних навчальних закладів засобами мистецтва. — Чц., 2011;
- Основи педагогічної майстерності викладача професійної школи. — Кр., 2014;
- Проблеми і перспективи розвитку освіти в Україні у контексті глобальних викликів інформаційного суспільства. — К., 2018;
- Національний освітньо-науковий глосарій. — К., 2018 (співавтор);
- Горизонт духовності виховання / The Horizon of Spirituality of Education. — Вільнюс, 2019 (співавтор)[1].

## Нагороди
- Орден «За заслуги» 3-го ступеня (2013)[1].